# Kamm
Camilo Andrés Camargo Amaya (Valledupar, 22 de diciembre de 2000) conocido artísticamente como Kamm, es un cantante colombiano de música urbana. Se dio a conocer por su canción «Las cartas», viralizado en redes sociales y posicionado en varias semanas en #1 en República Dominicana y Venezuela según Monitor Latino.
Estuvo nominado en Premios Heat Latin Music 2022 como Artista revelación del año.

## Carrera musical
Camilo Camargo nació en Valledupar. En esta región de Colombia, desde pequeño estuvo relacionado con la música. Comenzó tocando el acordeón, luego aprendió a interpretar el piano. Camargo viajó de Colombia a Europa para estudiar un máster y una diplomatura en producción musical.
En 2021, su primer lanzamiento del año sería «Sola» producido por Master Chris El Científico, con un vídeo musical protagonizado por los influencers mexicanos, Kunno y Diana Larume. Al llegar a un millón de reproducciones en Spotify, se publicó una remezcla de la canción bajo el género de la Salsa. «Sola (Salsa)» sería una colaboración con Yahaira Plasencia. Ese mismo año, tuvo una participación especial en Los 40 Music Awards de 2021. Otros sencillos de su álbum debut Desahogo, fueron «Reggaeton Lento».
El lanzamiento comercial más importante de Kamm ha sido «Las Cartas», tema que se posicionó en las primeras posiciones de muchos países de habla hispana a finales del año 2022. Entre octubre y diciembre de 2022, Kamm lideró las listas radiales según Monitor Latino con «Las cartas» en Ecuador, República Dominicana, Venezuela, y Uruguay. Con el baile propuesto para el tema, logró que miles de internautas e influenciadores en TikTok lo posicionaran como uno de los usuarios más buscados y replicados del momento.
En 2022, estuvo nominado como Artista Revelación en los Premios Heat Latin Music. El tema «Sin Retorno», se posicionó en el Top 50 Colombia de Spotify. Asimismo, se mantuvo en los primeros lugares de las listas radiales de Venezuela. Así también se titularía su segundo álbum de estudio, Ulteriormente, lanzó «Por Ti», una colaboración con el dominicano Chimbala con el género dembow.
Luego de la gran aceptación del sencillo «Las cartas», en 2023 anunció una remezcla con vídeo musical junto al cantante venezolano Nacho.

## Discografía

### Álbumes de estudio
- 2022: Yo soy Kamm: Desahogo [28]
- 2023: Sin Retorno [29]

## Premios y referencias

### Premios Heat Latin Music
- 2022: Artista revelación (Musical Promise) (Nominación)[30]